# Grès des Vosges
Der Grès des Vosges ist ein Weichkäse mit gewaschener Rinde aus dem Elsass. Die Pflege und die Reifung erfolgen im elsässischen Weinberg in Beblenheim und dauert drei Wochen. In dieser Zeit wird er mit Salzwasser und am Schluss mit reinem Kirschwasser gewaschen/affiniert.
Auf der Rinde des Käses befindet sich als Verzierung ein Farnblatt. Der Käse hat einen sehr feinen, herzhaften und fruchtigen Geschmack. Seine Rinde ist glatt und geschmeidig.

## Name

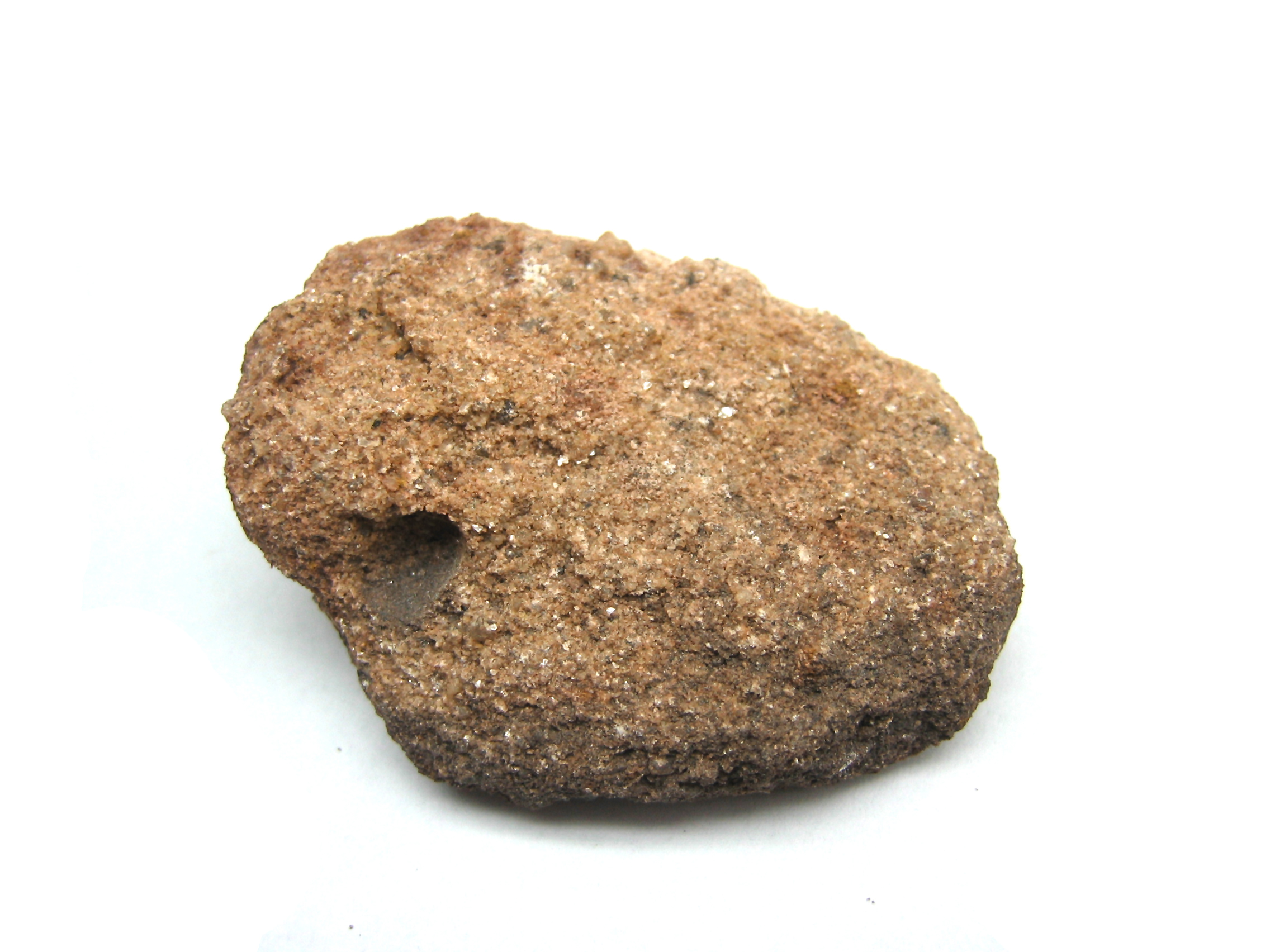
Ein Stückchen echter Sandstein (Größe: 4 cm)

Das Wort grès ist französisch und bedeutet Sandstein. Auch in der Gesteinskunde gibt es den Begriff «grès des Vosges»; jener Sandstein wurde auch für die Fassade des Straßburger Münsters verwendet.